# Кипту, Тимоти
Тимоти Косгеи Кипту — кенийский легкоатлет, бегун на длинные дистанции. Бронзовый призёр чемпионата Африки 2012 года в беге на 5000 метров с личным рекордом 13.24,67. Чемпион Кении 2013 года по кроссу. Чемпион Африки по кроссу 2012 года в командном первенстве. Занял 26-е место на чемпионате мира по кроссу 2013 года, а также выиграл бронзовую медаль в командном зачёте.
Личный рекорд в полумарафоне — 1:02.40.

## Сезон 2014 года
9 марта занял 16-е место на полумарафоне CPC Loop Den Haag 1:04.53.